# Friedrich Wilhelm (Schiff, 1679)
Die Friedrich Wilhelm war eine Fregatte der Kurbrandenburgischen Marine in der Zeit von 1679 bis 1692.

## Allgemeines
Die Fregatte wurde 1678 von dem niederländischen Schiffbauer Gillis C. Peckelhering in Kolberg (Pommern) gebaut und 1679 in Dienst gestellt. Schon bald nach der Indienststellung musste der Rumpf durch stärkere Planken verstärkt werden. In den Jahren 1680 und 1681 nahm die Fregatte an Unternehmungen gegen Spanien teil. Am 16. September 1680 brachte das Schiff mit einem kurbrandenburgischen Geschwader unter Claus von Bevern vor Ostende die spanische Fregatte Carolus Secundus auf, die dann in die brandenburgische Flotte übernommen wurde, und am 30. September 1681 nahm es mit dem Geschwader von Thomas Alders am Seegefecht beim Kap St. Vincent (Portugal) teil. Nach der Rückkehr von den Unternehmungen gegen Spanien wurde das Schiff in Königsberg aufgelegt. Ende 1681 wurde die Friedrich Wilhelm zunächst in Wappen von Brandenburg umbenannt. Bereits Anfang 1682 wurde das Schiff erneut umgetauft. Es hieß nun Dorothea nach der zweiten Ehefrau des Großen Kurfürsten, deren holzgeschnitztes Bildnis am Heckspiegel der Fregatte angebracht wurde. Im Oktober 1684 erfolgte die Verlegung nach Emden. Im Rahmen der kolonialen Expansion des Großen Kurfürsten unternahm die Fregatte von 1687 bis 1690 mehrere Fahrten zu den westafrikanischen Besitzungen Brandenburgs und zu den Westindischen Inseln in der Karibik. Durch die Einsätze in den Tropen verursachter Verschleiß und Beschädigungen führten 1690 dazu, dass die Dorothea in Emden aufgelegt und schließlich 1692 abgewrackt werden musste.